# Crème de cassis

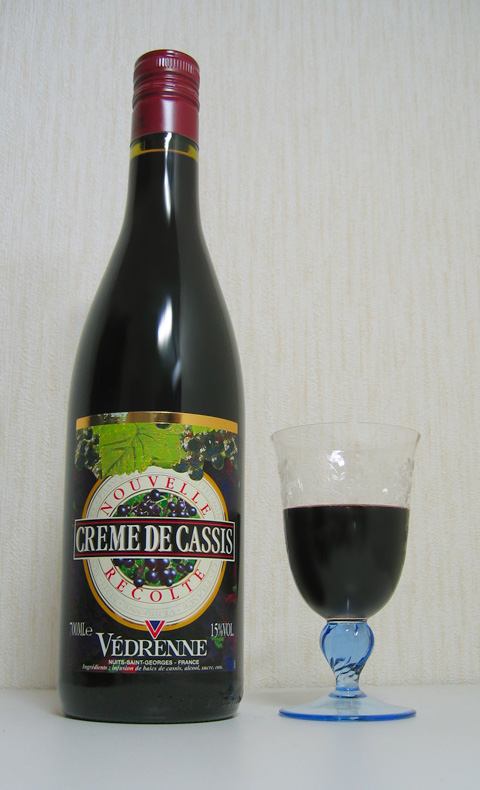
Lahev a sklenice likéru crème de cassis

Crème de cassis je sladký tmavě červený likér pocházející z Francie. Základem likéru je černý rybíz, který se naloží do roztoku s alkoholem, ke kterému se později přidá cukr. Výsledný nápoj má 15% alkoholu.
Současná technologie výroby likéru crème de cassis byla vynalezena ve Francii v roce 1841. Ve Francii se ročně vyrobí okolo 16 milionů litrů tohoto likéru a většina z toho se ve Francii i spotřebuje, i když je v menší míře exportován i do dalších zemích. Je ovšem vyráběn i mimo Francii. Ve Francii se crème de cassis vyrábí především v Burgundsku (převážně v okolí města Dijon), kde je považován za místní specialitu a má status zeměpisného označení (geographical indication).
Často se podává s ledem, nebo jakožto digestiv, někdy ale bývá součástí míchaných nápojů, jako je kir (míchaný nápoj z bílého vína a crème de cassis).
V roce 1978 chtělo Německo omezit dovoz likéru crème de cassis z francouzského Dijonu (cassis de Dijon), protože podle tehdejších německých zákonů nebylo možné prodávat likéry s takto nízkým podílem alkoholu. Spor o dovoz cassisu de Dijon vyústil v soudní spor, ke kterému vydal rozsudek Evropský soudní dvůr. Jde o případ Rewe-Zentral AG v Bundesmonopolverwaltung für Branntwein, který je někdy též označován jako případ Cassis de Dijon.